# Luke Bambridge
Luke Bambridge, född 21 januari 1995 i Nottingham, är en brittisk tennisspelare.

## Karriär
Bambridge började säsongen 2020 med en andraplats tillsammans med Santiago Gonzalez vid Qatar Open, där de förlorade mot Rohan Bopanna och Wesley Koolhof i finalen. Veckan efter vann Bambridge Auckland Open tillsammans med Ben McLachlan efter att ha besegrat Marcus Daniell och Philipp Oswald i finalen. I februari 2020 blev det en andraplats för Bambridge och McLachlan vid Delray Beach Open efter en finalförlust mot tvillingarna Bob och Mike Bryan.
Säsongen 2021 började Bambridge spela med Dominic Inglot. De tog sig till sin första final tillsammans vid Estoril Open i maj 2021, där det dock blev förlust mot  Hugo Nys och Tim Pütz.

## ATP-finaler i kronologisk ordning

### Dubbel: 9 (3 titlar, 6 andraplatser)
| Teckenförklaring                  |
| --------------------------------- |
| Grand Slam turneringar (0–0)      |
| ATP World Tour Finals (0–0)       |
| ATP World Tour Masters 1000 (0–0) |
| ATP World Tour 500 Series (0–0)   |
| ATP World Tour 250 Series (3–6)   |

| Finaler efter underlag |
| ---------------------- |
| Hard court (2–3)       |
| Grus (0–3)             |
| Gräs (1-0)             |

| Resultat | V–F | Datum         | Turnering                                | Kategori   | Underlag       | Medspelare        | Motståndare                       | Resultat         |
| -------- | --- | ------------- | ---------------------------------------- | ---------- | -------------- | ----------------- | --------------------------------- | ---------------- |
| Vinnare  | 1–0 | Juni 2018     | Eastbourne International, Storbritannien | 250 Series | Gräs           | Jonny O'Mara      | Ken Skupski Neal Skupski          | 7–5, 6–4         |
| Vinnare  | 2–0 | Oktober 2018  | Stockholm Open, Sverige                  | 250 Series | Hard court (i) | Jonny O'Mara      | Marcus Daniell Wesley Koolhof     | 7–5, 7–6(10–8)   |
| Tvåa     | 2–1 | Januari 2019  | Maharashtra Open, Indien                 | 250 Series | Hard court     | Jonny O'Mara      | Rohan Bopanna Divij Sharan        | 3–6, 4–6         |
| Tvåa     | 2–2 | Mars 2019     | Brasil Open, Brasilien                   | 250 Series | Grus (i)       | Jonny O'Mara      | Federico Delbonis Máximo González | 4–6, 3–6         |
| Tvåa     | 2–3 | Maj 2019      | Estoril Open, Portugal                   | 250 Series | Grus           | Jonny O'Mara      | Jérémy Chardy Fabrice Martin      | 5–7, 6–7(3–7)    |
| Tvåa     | 2–4 | Januari 2020  | Qatar Open, Qatar                        | 250 Series | Hard court     | Santiago González | Rohan Bopanna Wesley Koolhof      | 6–3, 2–6, [6–10] |
| Vinnare  | 3–4 | Januari 2020  | Auckland Open, Nya Zeeland               | 250 Series | Hard court     | Ben McLachlan     | Marcus Daniell Philipp Oswald     | 7–6(7–3), 6–3    |
| Tvåa     | 3–5 | Februari 2020 | Delray Beach Open, USA                   | 250 Series | Hard court     | Ben McLachlan     | Bob Bryan Mike Bryan              | 6–3, 5–7, [5–10] |
| Tvåa     | 3–6 | Maj 2021      | Estoril Open, Portugal                   | 250 Series | Grus           | Dominic Inglot    | Hugo Nys Tim Pütz                 | 5–7, 6–3, [3–10] |